# هربرت براون
هربرت چارلز براون (به انگلیسی: Herbert Charles Brown) (زاده ۲۲ مه ۱۹۱۲ – درگذشته ۱۹ دسامبر ۲۰۰۴)، شیمیدان و برنده جایزه نوبل است.
براون هربرت در لندن و از خانواده‌ای یهودی‌تبار اهل اوکراین در سال ۱۹۱۲ زاده شد. خانواده او در ژوئن سال ۱۹۱۴ زمانی که هربرت دو سال بیش تر نداشت به ایالات متحده نقل مکان کردند.
در پاییز ۱۹۳۵، او وارد دانشگاه شیکاگو و بعد از آن شهروند آمریکایی شد.
در ۱۹۷۹ «برای توسعه استفاده از ترکیبات محتوی عناصر بور و فسفر در سنتزهای آلی» جایزه نوبل در شیمی به او اعطا شد.